# Flores da Cunha
Flores da Cunha is een gemeente in de Braziliaanse deelstaat Rio Grande do Sul. De gemeente telt 26.695 inwoners (schatting 2009).

## Aangrenzende gemeenten
De gemeente grenst aan Antônio Prado, Caxias do Sul, Farroupilha, Nova Pádua, Nova Roma do Sul en São Marcos.